# 领雀嘴鹎
领雀嘴鹎（学名：Spizixos semitorques）为鹎科雀嘴鹎属的鸟类，又名白环鹦嘴鹎，俗名羊头公、绿鹦嘴鹎、青冠雀。分布于台灣、越南以及中国大陆的甘肃、四川、云南、陕西、东抵河南、长江以南的华南大陆等地，该物种的模式产地在福州北岭。
此物種偏好中等海拔的森林山區。主要以水果為食的白環鸚嘴鵯也會吃種子和昆蟲。這些鳥類通常是一夫一妻制，雌鳥會在樹上築巢產卵。

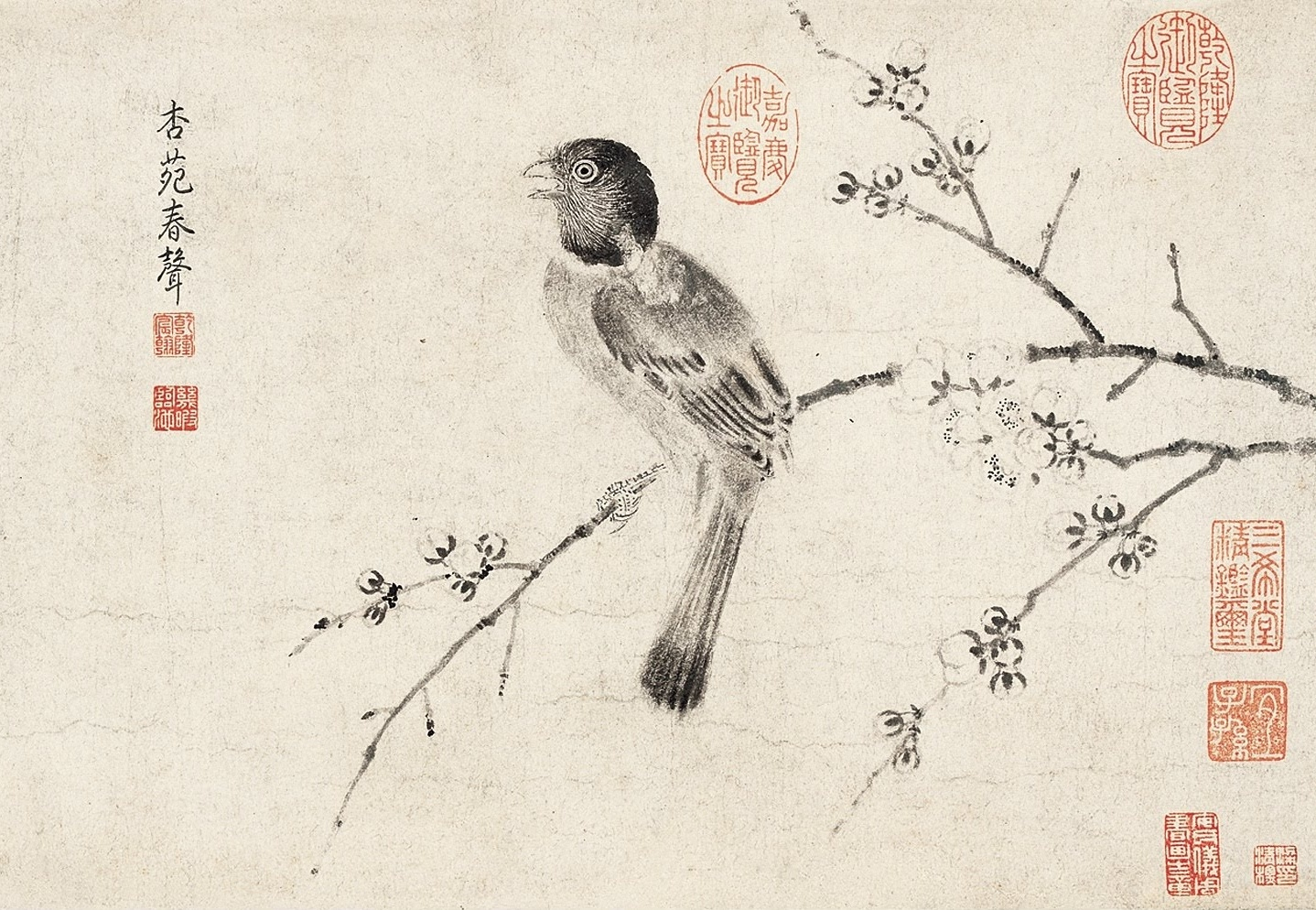
趙佶（宋徽宗）《写生珍禽图》卷描绘的领雀嘴鹎

## 飲食
牠們吃水果，包括尼泊爾常春藤和雞屎藤。

## 亚种
- 领雀嘴鹎台湾亚种（学名：Spizixos semitorques cinereicapillus），是台灣的特有亚种。分布于台灣本島。该物种的模式产地在台湾。[6]
- 领雀嘴鹎指名亚种（学名：Spizixos semitorques semitorques）。分布于越南以及中国大陆的甘肃、陕西、河南、安徽、湖南、贵州、广西、长江以南的华南大陆、江西、广东、西抵四川、云南等地。该物种的模式产地在福州北岭。[7]